# Umiastów
Umiastów [uˈmjastuf] est un village polonais, situé dans la gmina d'Ożarów Mazowiecki de la Powiat de Varsovie-ouest dans la voïvodie de Mazovie dans le centre-est de la Pologne.
Il se situe à environ 5 kilomètres au nord-ouest d'Ożarów Mazowiecki (chef-lieu) et à 17 kilomètres à l'ouest de Varsovie.
Le village a une population de 267 habitants en 2009.